# Caso Ciccone
El Caso Ciccone (en ocasiones llamado Boudougate) es el nombre con el que se conoce en Argentina a un escándalo de corrupción política en dicho país que involucra al exvicepresidente Amado Boudou y la imprenta Ciccone Calcográfica (luego Compañía de Valores Sudamericana). Dicha empresa, que contaba con la capacidad de imprimir papel moneda, habría sido adquirida por Alejandro Vandenbroele quien habría actuado como testaferro de Boudou de acuerdo con la denuncia realizada por Laura Muñoz, esposa de Vandenbroele. Boudou y Vandenbroele negaron conocerse.
El fiscal federal Carlos Rívolo decidió iniciar la investigación judicial a partir de la denuncia de Muñoz, que había sido realizada en el programa radial que conduce Jorge Lanata en Radio Mitre. El juez elegido por sorteo para llevar adelante la causa fue Ariel Lijo. En junio de 2014, Lijo procesó a Amado Boudou por cohecho y negociaciones incompatibles con su condición de funcionario público. Como derivación de esa causa fue también imputado por presunto enriquecimiento ilícito.
En agosto de 2018, el Tribunal Oral Federal N°4 condenó a Amado Boudou, José María Núñez Carmona, Alejandro Vandenbroele, Rafael Resnnick Brenner y Guido Forcieri a penas de entre 2 y 5 años años de prisión. Los condenados apelaron la condena pero la misma fue ratificada en 2019 por la Cámara Federal de Casación Penal y por la Corte Suprema en 2020. En julio de 2021 se le concedió la libertad condicional a Boudou y Núñez Carmona.

## Desarrollo

### Quiebra de Ciccone Calcográfica
En julio de 2010, la Administración Federal de Ingresos Públicos (AFIP), se presentó en el expediente judicial a pedir la quiebra de Ciccone Calcográfica por una deuda con el fisco de 60 millones de dólares, que se ordenaría el 15 de ese mes. Le reclamaba una deuda fiscal de más de 200 millones de pesos.
La empresa London Supply, contratista del Estado Nacional (aeropuertos Almirante Marcos A. Zar de Trelew, provincia de Chubut, y Comandante Armando Tola en El Calafate, provincia de Santa Cruz), se presentó ante la Justicia y pagó 1,8 millones de pesos, lo necesario para permitir el trámite de levantamiento de la quiebra de Ciccone. London Supply pagó el dinero "en nombre de" la empresa fantasma llamada "The Old Fund", representada por Alejandro Vandenbroele; como resultado, Vandenbroele pasó a ser el presidente de la empresa.
El 24 de septiembre de 2010, la Justicia levantó la quiebra de la ex Ciccone, lo que se tornó efectivo a partir de mediados de octubre de ese año.
En octubre de 2010, Ciccone Calcográfica pide a la AFIP una moratoria que incluya quita de intereses, multas y honorarios. El jefe de asesores de la AFIP, Rafael Resnick Brenner, si bien considera aceptable el pedido, sugiere consultar al en ese entonces Ministro de Economía Amado Boudou. La AFIP le envía una nota al señor ministro en la que se le plantea que resultaba determinante su intervención. El Ministro Boudou firma una nota para que se proceda a la petición formulada por Ciccone, dando instrucciones a la AFIP para darle a la empresa una moratoria excepcional para poder refinanciar su deuda, diciendo que "…se le hace saber que este Ministerio considera que el ejercicio de las competencias propias de ese Organismo en el sentido de permitir la continuación de la empresa concursada…responde a los lineamientos políticos generales de este Gobierno, dadas las fuentes de trabajo generadas por la empresa y su importancia estratégica".
El 18 de noviembre de 2010, Resnick Brenner dictaminó a favor de la concesión del plan de pagos, pero Ricardo Echegaray rechazó de puño y letra afirmando que "el plan debía ajustarse a derecho".
A mediados de 2011, The Old Fund tomó el control de la planta y en julio es renombrada como Compañía de Valores Sudamericana S.A.
Cabe señalar, que una vez declarada la quiebra de Ciccone, se presentó como oferente la principal competidora del mercado, Boldt S.A., grupo empresario argentino, propietario entre otros de los Casinos de Mar del Plata y Trillenium de Tigre, adjudicados al grupo en forma directa durante la etapa menemista, teniendo en total más del 70 % del negocio del juego además de contratos para control de diversas apuestas. El grupo, perteneciente a Antonio Talavella, ya era conocido por haber formado parte del escándalo Siemens, para la contratación de los DNI al final de la etapa menemista, y por ser adjudicataria del sistema de fotomultas de la Ciudad de Buenos Aires. El juez de la quiebra de Ciccone, otorgó en tiempo récord a Boldt. S.A., el alquiler de todas las instalaciones de Ciccone, como paso previo a su absorción por el monopolio, a pesar de la evidente incompatibilidad entre el juego de azar y la emisión de billetes, lo que llevó a los dueños de Ciccone a buscar desesperadamente otro inversor.

### Denuncia periodística
A pesar de investigaciones periodísticas anteriores, el caso comenzó a salir a la luz partir de una investigación del periodista Nicolás Wiñazki para el programa radial de Jorge Lanata, Lanata sin Filtro, de Radio Mitre, donde se entrevistó el 6 de febrero de 2012 a Laura Muñoz, exesposa de Vandenbroele, donde lo acusaba de ser un testaferro de la empresa Ciccone y denunciaba que el dueño real era Amado Boudou. Su testimonio no tendría valor judicial dada la relación matrimonial con Vandenbroele y el conocimiento limitado de sus actividades en curso. Vandenbroele y Muñoz atravesaban un tumultuoso proceso de divorcio al momento de la acusación y esta aclaró que denunciaba a su marido por estar viviendo «una situación matrimonial extrema, temiendo por su seguridad y la de sus hijos».

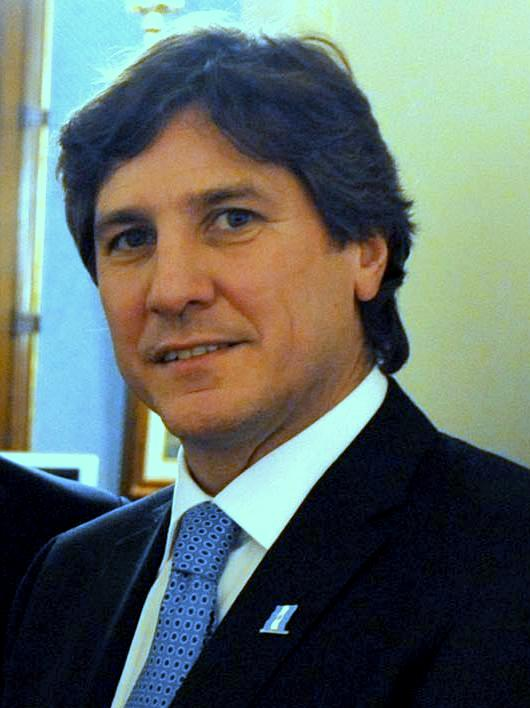
El vicepresidente Amado Boudou.

Alejandro Vandenbroele dijo que «no conoce ni siquiera de vista al vicepresidente Amado Boudou» y que "Es absolutamente falso que sea testaferro del señor vicepresidente de la Nación. No fui, ni soy amigo, ni conocido y mucho menos cierto que tenga con él relación comercial alguna" refiriéndose a si es testaferro de Amado Boudou en una solicitada. En un escrito presentado en 2012 ante el juzgado de Ariel Lijo dijo que empresas cuyo dueño es el empresario Raúl Moneta fueron las que aportaron el dinero para levantar la quiebra de la ahora llamada Compañía de Valores Sudamericana.

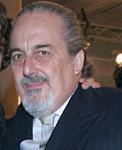
Raúl Moneta.

Boudou también negó terminantemente tener alguna relación con Vandenbroele e incluso conocerlo. Expresó que creía que toda la controversia eran "operaciones mediáticas" orquestadas por el Grupo Clarín para perjudicar al gobierno. Se acusó al Ministro del Interior Florencio Randazzo y a una imprenta competidora, Bold, de filtrar información acerca de su relación con Ciccone. Randazzo negó cualquier relación con Bold.

## Juicio
El fiscal federal Carlos Rívolo decidió realizar una investigación judicial a partir de la denuncia de Muñoz. Inicialmente, la causa recayó en el juez Daniel Rafecas, al que Boudou acusó de integrar una "mafia" junto al Grupo Clarín. El magistrado negó la acusación pero luego fue apartado de la causa por dudarse de su imparcialidad tras comprobarse intercambio de mensajes con un abogado vinculado a José María Núñez Carmona, socio y amigo de Amado Boudou y acusado de haber sido el nexo con el supuesto testaferro Alejandro Vandenbroele. Por sorteo, la Cámara Federal designó al Juez Federal Ariel Lijo, quien además debió resolver sobre los pedidos de recusación que pesaban sobre el fiscal Rívolo, quien fue apartado del caso el 16 de mayo de 2012. Además, Lijo decidió unir la causa con otra investigación por enriquecimiento ilícito iniciada contra el vicepresidente, dejando al fiscal Jorge Di Lello, quien estaba a cargo de esta segunda causa, al frente de la causa unificada.
En marzo de 2012 José G. Capdevila, responsable de Asuntos Jurídicos del Ministerio de Economía, declaró al fiscal Rívolo sobre la consulta de la AFIP a Amado Boudou sobre el pedido de moratoria de la ex Ciccone y dijo que “Se analizó si correspondía o no que el Ministerio opinara sobre el tema, se analizó si jurídicamente correspondía la resolución del tema en el Ministerio de Economía o en el organismo consultante, a lo que se respondió en los términos del dictamos que correspondía a la AFIP” y que "“El Ministro no le está dando la instrucción o la orden de que se otorgue lo solicitado (la moratoria) sino que dice que lo sustancie, es decir, que le dé el trámite que corresponda según las facultades que tiene el organismo tributario", por lo que la respuesta de Boudou no necesariamente se traduce como una respuesta positiva. Pese a esto, en declaraciones posteriores declaró que en su momento alertó de que el Ministerio no podía ni debía opinar sobre el pedido de la empresa.
En abril de 2012 la justicia comprobó que Vandenbroele pagaba las expensas, el alquiler y el servicio de televisión por cable de un departamento perteneciente a Bodou. Sergio Gustavo Martínez, un socio minoritario de Alejandro Vandenbroele en The Old Fund S.A., compró dos camionetas para apoyar la precandidatura de Amado Boudou para jefe de gobierno porteño en 2010, mientras compartía un domicilio legal con el entonces ministro de Economía.
En agosto de 2013 el tribunal avaló la decisión del juez Lijo de rechazar el pedido de sobreseimiento a favor del vicepresidente. El 11 de septiembre del mismo año, ante la falta de evidencia presentada por los fiscales, un Tribunal Federal concedió la moción presentada por los abogados de Boudou que les permitió presentar un sobreseimiento. En noviembre de 2013 el fiscal ante la Cámara de Casación, Javier De Luca, emitió un dictamen favorable a la defensa de Boudou ya que a su entender no había ninguna definición sobre cuál sería el delito que cometió., pero finalmente el tribunal de Casación declaró "inadmisible" el planteo.
En mayo de 2014, el ex director general de Asuntos Jurídicos del Ministerio de Economía, José Guillermo Capdevila, dijo haber sido amenazado días antes de la fecha en que fue citado a declarar en la causa. Como resultado, abandonó el país temiendo por su vida. Esta denuncia cuenta con escasas posibilidades de ser investigada, el único dato aportado es que la misma vino de dos personas "una más alta que la otra". El testigo no informó el horario de la amenaza ni el lugar ni la vestimenta de los sujetos. Desde el juzgado de Lijo se señaló que "no es imprescindible su declaración porque ya declaró, porque tenemos su dictamen y porque tenemos el dictamen de Boudou. Y, además, no hay diferencias significativas entre su opinión y lo que firmó Boudou".
En junio de 2014 Guillermo Reinwick, yerno de Nicolás Ciccone, declaró haber sido amenazada la vida de sus hijos por Núñez Carmona luego de rechazar que lo sobornaran.
El juez Lijo citó a Boudou para audiencia indagatoria para el 15 de julio de 2014. Boudou pidió al juez que se adelantara la declaratoria e incluso que fuera televisada en directo. El juez accedió al pedido, adelantando así todas las indagatorias, pero no al de transmitirla por televisión. y la misma tuvo lugar el 9 de junio de 2014. Amado Boudou aceptó ser reporteado en vivo desde su despacho en el Senado de la Nación por los periodistas Ernesto Tenembaum y Marcelo Zlotogwiazda en el programa del canal Todo Noticias del Grupo Clarín. También fueron citados para indagar: José María Núñez Carmona, Alejandro Vandenbroele, Rafael Resnick Brenner (exjefe de asesores del títulas de la AFIF Ricardo Echegaray), Nicolás Ciccone y Guillermo Reinwick
Amado Boudou pidió ampliar su declaración. Según el escrito presentado por su abogado "a fin de relatar algunas cuestiones que resultarán de interés para la investigación" El juez dio a lugar y citó al vicepresidente para declarar nuevamente el 4 de julio, pero pocos días después presentó un escrito para suspenderla, y el juez canceló la citación. En el escrito presentado, Boudou ennumera una serie de hechos por los que él cree, según afirma, "el magistrado jamás quiso que se conociera la realidad de los hechos."
En diciembre de 2014 el juez Lijo ordenó el allanamiento del Ministerio de Economía, donde obtuvo documentos en los que constan los gastos en viajes realizados por Boudou entre 2009 y 2011, mientras fue ministro.

### Procesamientos
El 27 de junio de 2014, el juez Ariel Lijo procesó a Amado Boudou por cohecho pasivo y negociaciones incompatibles con su condición de funcionario público. También fueron procesados su socio José María Núñez Carmona y el empresario Alejandro Vandenbroele ambos por el delito de cohecho pasivo y negociaciones incompatibles y Rafael Resnick Brenner (funcionario de la AFIP durante la gestión de Boudou) por el delito de negociaciones incompatibles. Además se dictaron procesamientos para Nicolás Ciccone (dueño de la imprenta) por el delito de cohecho activo y a Guillermo Reinwick -yerno de Nicolás Ciccone- por ser considerado partícipe necesario del delito de cohecho activo.
El magistrado consideró que Boudou y su amigo y socio José María Núñez Carmona compraron la imprenta Ciccone Calcográfica a través de la sociedad The Old Fund y Alejandro Vandenbroele "con el fin último de contratar con el Estado Nacional la impresión de billetes y documentación oficial". Según el juez, Boudou y Núñez Carmona acordaron con Héctor y Nicolás Ciccone, fundadores de la imprenta, así como con el yerno de este último, Guillermo Reinwick, la cesión del 70 por ciento de la empresa "a cambio de la realización de los actos necesarios para que la firma pudiera volver a operar y contratar con la Administración Pública". El exjefe de asesores de la AFIP, Rafael Resnick Brenner, fue procesado como partícipe por facilitar el plan de pagos para levantar la quiebra de la imprenta.
El 12 de febrero de 2015 renunciaron los abogados de Boudou, Darío Richarte y Diego Pirota ―que pertenecían al estudio penal de Darío Richarte, exjefe segundo de la SIDE (el segundo en orden de importancia)―, que lo patrocinaban en el caso Ciccone y en las causas por enriquecimiento ilícito.
El 19 de febrero de 2015 la Sala I de la Cámara Federal confirmó el procesamiento de Boudou en la causa, al considerar probado que Boudou incurrió en negociaciones incompatibles con su cargo, dejando así firmes las acusaciones y quedando estas nuevamente en manos del juez federal Ariel Lijo. La defensa de Boudou recurrió la decisión de la Cámara Federal ante la Cámara Federal de Casación Penal.
El 25 de junio de 2015, la Cámara de Casación Penal, máximo tribunal penal del país, dejó firme el procesamiento de Amado Boudou por cohecho y negociaciones incompatibles.
En agosto de 2016, el fiscal Jorge Di Lello requirió la elevación del caso a juicio oral. El mismo comenzó el 3 de octubre de 2017 en el Tribunal Oral Federal N°4.

### Juicio oral y condenas
El 7 de agosto de 2018 el Tribunal Oral Federal 4 de Capital Federal dio a conocer la sentencia por la cual condenó a Amado Boudou por los delitos de cohecho y negociaciones incompatibles con la función pública a 5 años y 10 meses de prisión, a José María Núñez Carmona a cinco años y seis meses de prisión como partícipe necesario de esos delitos y a Nicolás Ciccone por cohecho activo a 4 años y seis meses de prisión, todas ellas penas de cumplimiento efectivo y también dictó condenas cuyo cumplimiento dejó en suspenso, para Alejandro Vandenbroele, como partícipe necesario a 2 años de prisión, Rafael Resnnick Brenner, a 3 años de prisión y a Guido Forcieri a 2 años y 6 meses de prisión.
Los condenados apelaron y, en julio de 2019, la Sala IV de la Cámara Federal de Casación Penal confirmó las condenas:

La Sala IV entendió debidamente acreditada la maniobra juzgada referida a que Nicolás Tadeo Ciccone entregó su empresa “Ciccone Calcográfica S.A.” al grupo liderado por Amado Boudou tras comprometerse a volver operativa a la citada empresa para que pudiera contratar con el Estado Nacional y así obtener jugosos réditos económicos. Amado Boudou como se hallaba impedido de efectuar negociaciones en beneficio propio y en perjuicio de los intereses de La Nación, se valió de su amigo personal, José María Núñez Carmona -quien dirigía la actuación de Alejandro Paul Vandenbroele- utilizando empresas fantasmas y operaciones simuladas que dificultaban rastrear a los verdaderos titulares del negocio y entender el verdadero alcance del acuerdo ilegal.

El tribunal que condenó al exvicepresidente se encontraba conformado por los magistrados Pablo Bertuzzi (luego designado por el ya entonces Presidente Mauricio Macri en un cargo superior en la Cámara Federal), Nestor Costabel y Gabriela Lopez Iñiguez (jueza que ya había favorecido a exfuncionarios kirchneristas en fallos anteriores). Los tres jueces lo encontraron culpable pero esta última consideró que no debía quedar detenido.
La defensa de Boudou apeló a la Corte Suprema de Justicia. En abril de 2020 se le otorgó a Boudou arresto domiciliario debido a su buena conducta y al avance de la pandemia del coronavirus. En diciembre de 2020, la Corte Suprema de Justicia rechazó el recurso extraordinario citando como único fundamento la facultad del art. 280 que le autoriza a no dar los argumentos y la condena quedó firme.
En julio de 2021, al haber cumplido las dos terceras partes de la condena que le había sido impuesta, se le concedió la libertad condicional. En noviembre del mismo, Núñez Carmona también consiguió la libertad condicional.

## Denuncias de amenazas a testigos
Laura Muñoz denunció varias veces haber sido amenazada por sus declaraciones e incluso solicitó protección como testigo temiendo ser atacada por su exesposo.
En mayo de 2014, el ex director general de Asuntos Jurídicos del Ministerio de Economía, José Guillermo Capdevila, dijo haber sido amenazado días antes de la fecha en que fue citado a declarar en la causa. Como resultado, abandonó el país dado que decía temer por su vida, aunque existen algunas dudas sobre su denuncia dada la falta de testigos y el tiempo que tardó en realizarla.
En junio de 2014 Guillermo Reinwick, yerno de Nicolás Ciccone, declaró haber sido amenazada la vida de sus hijos por Nuñez Carmona luego de rechazar que lo sobornaran.

## Impresiones
A pesar del escándalo político, el Banco Central de la República Argentina (BCRA) encargó, en marzo de 2012, imprimir papel moneda en su nombre por un valor de 400 millones de pesos. La propuesta fue resistida inicialmente en el BCRA dado que la inestabilidad financiera de Ciccone que no le hubiera permitido cumplir con los estándares requeridos para trabajar con el Estado: la empresa no había hecho todos los pagos de impuestos requeridos, y se había enfrentado a una bancarrota poco tiempo antes. la presidenta del Banco Central, Mercedes Marcó del Pont, desistió de presentar las objeciones por escrito, con lo que se aprobó el acuerdo. Los primeros billetes de la ex Ciccone Calcográfica después de eso se imprimieron en mayo de 2012.
Los primeros billetes de 100 pesos de esa serie U tuvieron graves fallas de impresión, a tal punto que la gente no los aceptaba porque creía que eran falsos.
La empresa fue también la encargada de la impresión de las boletas de «Cristina Fernández / Amado Boudou» para las elecciones presidenciales primarias del 14 de agosto de 2011, con un contrato de casi dos millones para agosto y otro de 3 millones para los comicios generales de octubre del mismo año, a pesar de que no les alcanzaba el ancho de sus máquinas offset por lo que debieron tercerizar el trabajo y subcontratar a la empresa Poligráfica del Plata.

## Repercusiones políticas
La oposición intentó hacer juicio político a Boudou pero no lo logró dado que en ambas cámaras del Congreso tenía mayoría el kirchnerismo.
Según la constitución se requiere de dos tercios de la Cámara de Diputados para poder votar el inicio del proceso de destitución del vicepresidente. Dos tercios del Senado se requieren para declararlo culpable. En abril de 2012 su apoyo público había decrecido un 11 % desde la elección, de 43,2 % a un 31,8 %, mientras su imagen negativa se incrementó un 19 %, de 34,9 % a 53,6 %, y solo un 15,4 % pensaba que es inocente, mientras el 34,6 % creía en su culpabilidad.
En agosto de 2012, en la Cámara de Diputados de la Nación aprobó una ley para "declarar de utilidad pública y sujeta a expropiación a la Compañía de Valores Sudamericana (CVS). Dicha ley entre otras cosas establecía que "Una vez culminado el proceso de expropiación, la totalidad de los bienes pasarán a integrar el patrimonio de la Casa de la Moneda." La empresa fue estatizada cuando Amado Boudou aún era vicepresidente y ya había sido denunciado, sin que se pudiera saber quienes eran los dueños de la empresa ni nadie se presentara a reclamar el dinero de indemnización.
Luego de conocido el procesamiento y, ante la insistencia de legisladores de la oposición de que el vicepresidente de la Nación se tome licencia en su cargo, se convocó a una comisión de Juicio Político para el 3 de julio de 2014. La comisión trató ocho pedidos de enjuiciamiento presentados por bloques de la oposición, pedidos que fueron rechazados por la mayoría kirchnerista del bloque.
Además, el kirchnerismo cuestionó “el uso mediático” de la causa y el pedido de juicio político al vicepresidente, acusando a la oposición de no tener el mismo tratamiento para con el Jefe de gobierno de la Ciudad de Buenos Aires, Mauricio Macri, procesado en una causa por espionaje. Otro punto que argumentan es que todo es parte de que se sigue "una agenda mediática que nada tiene que ver con la agenda del pueblo" (Marcos Cleri, Diputado Frente para la Victoria). y que "Lo que degrada a las instituciones es ver a una oposición subida a la agenda del señor (Héctor) Magnetto en su sistemático ataque a las instituciones" (Andrés Larroque, Diputado Frente para la Victoria)